# David Kimche
David "Dave" Kimche (14 de fevereiro de 1928 – 8 de março de 2010) foi um diplomata israelense, vice-diretor do Mossad, espião e jornalista. Acredita-se que ele tenha sido o principal contato entre os Estados Unidos e o Irã durante o caso Irã-Contras. Kimche foi presidente do Conselho de Relações Exteriores de Israel e membro do comitê diretor da Aliança Internacional para a Paz Árabe-Israelense.

## Biografia
David Kimche nasceu na Inglaterra. Seu nascimento foi registrado em Hampstead, Londres, entre janeiro e março de 1928, com o nome de solteira de sua mãe Palast. Além de possuir um MA (cum laude) e um Ph.D. em relações internacionais pela Universidade Hebraica de Jerusalém, Kimche estudou no Centre de Hautes Etudes Administratives sur l'Afrique et l'Asie Modernes (CHEAM) da Universidade de Paris.
Kimche morreu de câncer no cérebro em sua casa em Ramat HaSharon, perto de Tel Aviv, em 8 de março de 2010, aos 82 anos

## Carreira Diplomática e Pública
Kimche ingressou no Mossad, o serviço de inteligência estrangeiro de Israel, em 1953. Enquanto estava no serviço de inteligência estrangeiro, ele atuou em vários cargos na África, Ásia e Europa. Kimche subiu na hierarquia para se tornar vice-diretor do Mossad. Em 1980, Kimche deixou o serviço de inteligência estrangeiro de Israel. Tornou-se diretor-geral do Ministério das Relações Exteriores, cargo que ocupou de 1980 a 1987. Kimche foi nomeado embaixador geral do Estado de Israel em 1987 e serviu em várias missões, especialmente em países árabes. Durante seu mandato, Kimche costumava se envolver em diplomacia de backchannel quando o contexto político exigia sutileza. Em um artigo escrito no The Israel Journal of Foreign Affairs, Nir Levitan escreveu o seguinte sobre sua carreira: “Kimche acreditava fortemente que o que parecia impossível poderia se tornar possível, e ele conseguiu exatamente isso em sua longa e distinta carreira. … Kimche foi um dos principais emissários secretos a serviço do Estado de Israel em uma época em que a diplomacia secundária era o único caminho a seguir para um futuro mais pacífico.
Em 1989, Kimche fundou o Conselho de Relações Exteriores de Israel sob os auspícios do Congresso Judaico Mundial para servir como um fórum político para visitantes dignitários e acadêmicos. Kimche tornou-se o editor de um jornal bimestral, o Israel Journal of Foreign Affairs. Ele foi membro do conselho de governadores e do comitê administrativo da Universidade Hebraica de Jerusalém, do conselho de governadores do Instituto de Pesquisa Truman para o Avanço da Paz em Jerusalém e do conselho de diretores do Maariv (um jornal diário publicado em Tel Aviv). e membro do conselho executivo do Peres Center for Peace.

## Autor
Ele publicou uma série de livros de não-ficção durante sua vida, muitos em co-autoria com seu irmão Jon Kimche:
- (1955): com Jon Kimche, The Secret Roads: The "Illegal" Migration of a People, 1938-1948 (com placas, incluindo retratos e um mapa). Nova York: Farrar, Straus e Cudahy.
- (1960): com Jon Kimche, Ambos os lados da colina: a Grã-Bretanha e a Guerra da Palestina. Londres: Secker & Warburg. Re-publicado como:
  - (1960): com Jon Kimche, A Clash of Destinies: The Arab-Jewish War and the Founding of the State of Israel . Nova York: Praeger.
- (1968): com Dan Bawly, The Sandstorm: The Arab-Israeli War of 1967: Prelude and Aftermath . Londres: Secker & Warburg. (Republicado como Six-Day War: Prologue and Aftermath em 1971. )
- (1969): com Jon Kimche, La premiere guerre d'Israel 1948: 16 cartes. Paris: Arthaud.
- (1973). Movimento Afro-Asiático: Ideologia e Política do Terceiro Mundo. Jerusalém: Israel University Press.
- (1991): A Última Opção: Depois de Nasser, Arafat e Saddam Hussein - A Busca pela Paz no Oriente Médio. Londres: Weidenfeld & Nicolson; Nova York: Filhos de Charles Scribner.